# Crambicybalomia ariditatis
Crambicybalomia ariditatis is een vlinder uit de familie van de grasmotten (Crambidae), uit de onderfamilie Glaphyriinae. De wetenschappelijke naam van deze soort werd in 2011 gepubliceerd door Wolfram Mey. Mey beschreeft deze soort aan de hand van een eigen vondst op 15–16 maart 2005 in het Erongogebergte in Namibië.
Deze soort komt voor in Namibië en Zuid-Afrika.